# 34-я отдельная стрелковая бригада (1-го формирования)
34-я отдельная стрелковая бригада — стрелковая бригада, общевойсковое соединение РККА во время Великой Отечественной войны.

## История соединения
Бригада сформирована в соответствии с Постановлением Государственного комитета обороны № 796сс от 14 октября 1941 года «О формировании стрелковых бригад» и во исполнение Приказа Народного комиссара обороны СССР №00105 от 14 октября 1941 года  «О формировании 50 отдельных стрелковых бригад», в котором, в частности, было приказано к 28 октября 1941 г. сформировать в Среднеазиатском военном округе 34-ю отдельную стрелковую бригаду, на её укомплектование обратить: курсантов из военных училищ и полковых школ, политбойцов и  выздоравливающих после ранения бойцов.
С 20 октября 1941 г. бригада формировалась в пригороде Ташкента - городе Чирчик в составе: три стрелковых батальона, артиллерийский и минометный дивизионы, др. подразделения; 4197 чел., 12 76.2 мм орудий, 12 45 мм противотанковых орудий, 8 120 мм, 24 82 мм, 24 50 мм минометов, 109 ручных и 36 станковых пулеметов.
Командир бригады - полковник Акимочкин Петр Михайлович, комиссар бригады - старший политрук Медведев, начальник штаба бригады - майор Батлук, комиссар штаба бригады - старший политрук Толмачев.
Командир отдельного артиллерийского дивизиона 57 мм орудий - лейтенант (старший лейтенант - на апрель 1942 года) Ахмеджанов Шарифджан Каримович (октябрь 1941 - 26.04.1942). Военный комиссар дивизиона - младший политрук (на апрель 1942 - политрук) Привалов Петр Павлович (октябрь 1941 - 26.04.1942).  Секретарь бюро ВЛКСМ дивизиона - замполитрука (на апрель 1942 - младший политрук) Федоров Георгий Степанович (октябрь 1941 - 26.04.1942).
После окончания формирования бригада со 2 по 4 декабря 1941 года отправлена 7-ю эшелонами из Ташкента в Москву по маршруту: Актюбинск-Сызрань-Рузаевка-Арзамас-Муром-Ковров. 10 декабря 1941 года бригада прибыла в Москву. В составе действующей армии  бригада находилась в период с 10 декабря 1941 года по 26 апреля 1942 года.
С 11 декабря 1941 года подчинена командующему 49-й армии Западного фронта генерал-лейтенанту Захаркину Ивану Григорьевичу. С 13 по 15 декабря бригада совершила комбинированный маршруту Подольск-Серпухов и 16 декабря 1941 года приступила к исполнению боевых задач в резерве 49-й армии на заключительном этапе Тульской наступательной операции  — операции войск левого крыла Западного фронта на начальном этапе Московской стратегической наступательной операции.
С 17 декабря 1941 года по 5 января 1942 года бригада в составе 49-й армии Западного фронта участвовала в Калужской наступательной операции. В результате этой операции советские войска нанесли поражение противнику, продвинулись на 120—130 км и 30 декабря освободили Калугу. Бригада, выведенная из армейского резерва, впервые вступила в бой 20 декабря 1941 года в районе Лыткино, Хомяково восточнее Тарусы.
С 17 декабря 1941 года по 5 января 1942 года бригада в составе 49-й армии Западного фронта участвовала в Ржевско-Вяземской наступательной операции.
Бригада совместно с другими войсками 49-й армии освобождила город Юхнов и к 20 апреля вышли на рубеж рек Угра и Ресса (западнее города Юхнов), который удерживала до марта 1943 года.

## Боевой состав
- Управление бригады,
- 1-й отдельный стрелковый батальон,
- 2-й отдельный стрелковый батальон,
- 3-й отдельный стрелковый батальон,
- отдельный артиллерийский дивизион 76 мм пушек,
- отдельный артиллерийский дивизион 57 мм пушек,
- отдельный миномётный дивизион,
- отдельный 107 мм дивизион,
- отдельный батальон связи,
- отдельная танковая рота,
- отдельная миномётная батарея Р.С.,
- отдельная рота разведчиков,
- отдельная рота автоматчиков,
- отдельная сапёрная рота,
- отдельная рота ПТР,
- отдельная медсанрота,
- отдельная авторота подвоза,
- отдельный взвод ПВО,
- военная прокуратура,
- военный трибунал,
- особый отдел,
- отдельный стрелковый взвод ОО,
- почтовая полевая станция.

Перечень № 5 Стрелковых, горнострелковых, мотострелковых и моторизованных дивизий, входивших в состав действующей армии в годы Великой Отечественной войны 1941—1945 гг. / Гылев А. — М.: Министерство обороны. — 218 с.

## Награды
| Награда (наименование)                | Дата награждения                                                        | За что награждена |
| ------------------------------------- | ----------------------------------------------------------------------- | --- |
| Почётное наименование «Кременчугская» | Приказ Верховного Главнокомандующего СССР № 26 от 29 сентября 1943 года | За овладение городом Кременчуг — сильным предмостным опорным пунктом немцев на левом берегу реки Днепр.                                                                       |
| Почётное наименование «Знаменская»    | Приказ Верховного Главнокомандующего СССР № 48 от 10 декабря 1943 года  | За овладение городом Знаменка — важнейшим железнодорожным узлом Правобережной Украины и мощным опорным пунктом обороны немцев на кировоградском направлении.                  |
| Орден Красного Знамени                | Указ Президиума Верховного Совета СССР от 6 января 1945 года            | За образцовое выполнение заданий командования в боях с немецкими захватчиками при форсировании Дуная и прорыве обороны противника и проявленные при этом доблесть и мужество. |

Награды частей дивизии:
- 572-й стрелковый Бухарестский ордена Кутузова[2] полк,
- 703-й стрелковый Белградский Краснознамённый[3] ордена Суворова[2] полк,
- 734-й стрелковый ордена Богдана Хмельницкого (II степени)[3] полк,

## Командиры
Дивизией командовали:
- Панков, Геннадий Петрович (16.05.1942 — 20.09.1942), полковник
- Баринов, Иосиф Фёдорович (24.09.1942 — 05.02.1943), полковник
- Вронский, Яков Никифорович (06.02.1943 — 26.07.1943), полковник
- Соколов, Юрий Иванович (27.07.1943 — 23.10.1943), полковник
- Щеглов, Иван Фомич (24.10.1943 — 30.11.1943), полковник
- Водопьянов, Иван Михайлович (31.11.1943 — 07.01.1944), полковник
- Таранов, Дмитрий Ильич (08.01.1944 — 08.03.1944), полковник
- Водопьянов, Иван Михайлович (09.03.1944 — 03.06.1944), полковник
- Сидоренко, Тимофей Ильич (04.06.1944 — 10.03.1945), полковник
- Бережнов, Фёдор Павлович (11.03.1945 — октябрь 1945), полковник, генерал-майор.

Начальники штаба:
- Батлук, Алексей Васильевич (с декабря 1941 — 25.04.1942) майор[4][5]

## Герои Советского Союза
- Ананьев, Иван Фёдорович, красноармеец, пулемётчик 572-го стрелкового полка.
- Батов, Владимир Васильевич, капитан, командир батальона 734-го стрелкового полка.
- Беликов, Сергей Иосифович, майор, командир 341-го отдельного сапёрного батальона.
- Блау, Александр Александрович, майор, командир батальона 572-го стрелкового полка.
- Воронцов, Николай Алексеевич, старший лейтенант, командир пулемётной роты 703-го стрелкового полка.
- Долгов, Иван Николаевич, подполковник, командир 734-го стрелкового полка.
- Зюльковский, Василий Афанасьевич, капитан, командир 341-го отдельного сапёрного батальона.
- Кянжин, Пантелей Кузьмич, старший лейтенант, заместитель командира батальона 703-го стрелкового полка.
- Ободовский, Василий Григорьевич, старший сержант, командир взвода 703-го стрелкового полка.
- Решетов, Сергей Никитович, старший лейтенант, командир роты 703-го стрелкового полка.
- Уразов, Ильяс, лейтенант, командир взвода 572-го стрелкового полка.
- Хатанзейский, Андрей Гурьевич, сержант, командир отделения 341-го отдельного сапёрного батальона.